# Patrick Timsit
Pour les articles homonymes, voir Timsit.

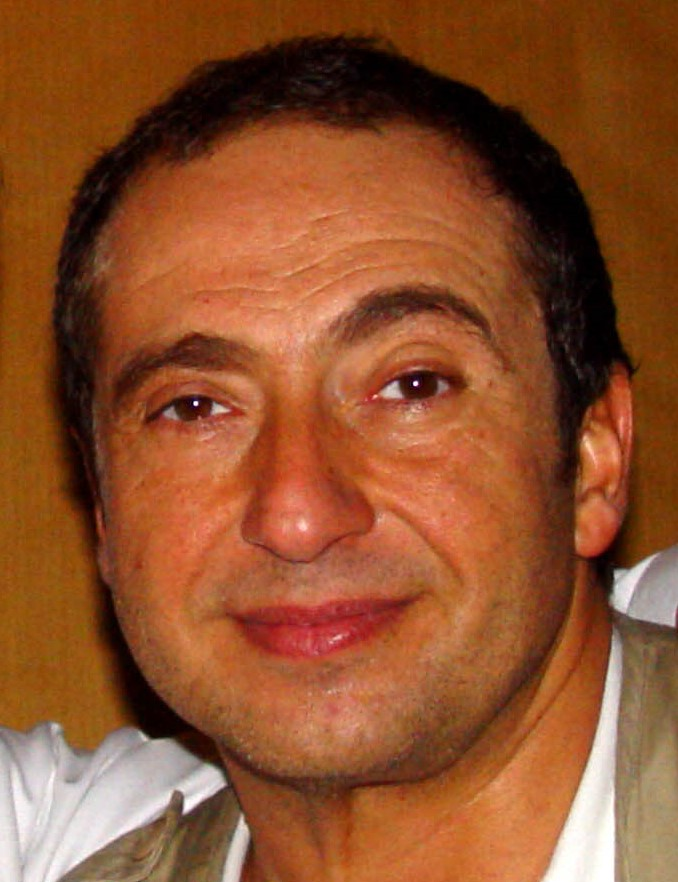
Patrick Timsit au théâtre en 2007.

Patrick Timsit, né le 15 juillet 1959 à Alger (Algérie française), est un acteur, réalisateur, humoriste et scénariste français.
Après avoir fait une carrière d'humoriste, il se consacre au cinéma, où il apparaît principalement dans des comédies mais aussi, à l'occasion, dans des rôles dramatiques. Le 4 juin 2019, il annonce mettre un terme à sa carrière de one-man-show après son dernier spectacle, prévu à l'Olympia en décembre 2020.

## Biographie

### Jeunesse
Patrick Timsit est né Patrick Simon Timsit à Alger le 15 juillet 1959 de parents juifs séfarades. Sa famille s'installe en métropole en raison de la guerre d'Algérie : alors que Patrick est âgé de deux ans, une bombe explose près du magasin de maroquinerie de son père. Ce dernier décide alors immédiatement de quitter l'Algérie.

### Débuts sur scène et révélation comique (années 1980)
Patrick Timsit passe son enfance dans l'atelier de maroquinerie de ses parents. Parce qu'on lui demande de redoubler sa première alors qu'il a déjà épuisé cinq lycées, il quitte l'établissement et passe son baccalauréat D — qu'il obtient — en candidat libre. Il arrête ses études pour l'immobilier, où travaille son père, et ouvre sa propre agence immobilière en 1983. Son expérience dans l'immobilier lui inspire le sketch Les Petites Annonces[réf. nécessaire]. Attiré par le théâtre, il suit des cours du soir et écrit une pièce, avant de se lancer dans le one-man-show avec Les Femmes et les Enfants à mort, qu'il joue au festival d'Avignon. Il quitte son métier d'agent immobilier pour se lancer définitivement dans le spectacle.
Il se fait remarquer au début des années 1990 par son ton corrosif dans ses sketches et lors de ses passages en télévision (notamment chez Christophe Dechavanne), n'hésitant pas à égratigner certaines personnalités populaires et à pratiquer l'humour noir. Il aborde également des sujets délicats, comme la politique, le racisme, l'antisémitisme, le conflit israélo-palestinien, la santé, (le monde médical et la recherche), la défense des droits des homosexuels, sur un mode provocateur. Un sketch dans lequel son personnage tient des propos jugés insultants pour les handicapés mentaux lui vaudra un procès,.

### Progression cinématographique (années 1990)

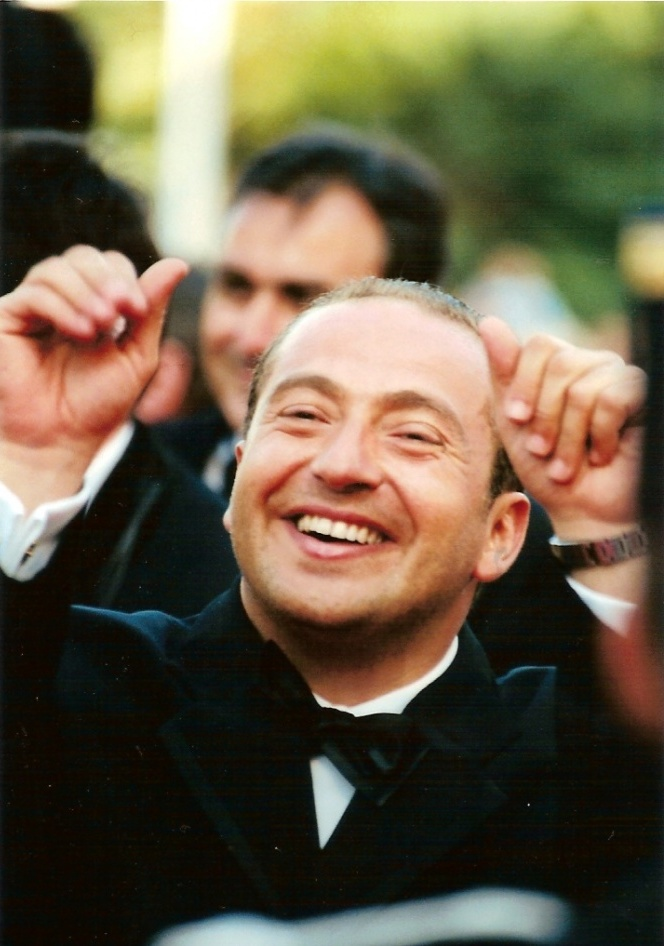
Patrick Timsit au Festival de Cannes 1999.

Après quelques apparitions, c'est en 1991 qu'il débute au cinéma, avec Une époque formidable…, sous la direction de Gérard Jugnot, suivi de La Crise de Coline Serreau en 1992.
Un Indien dans la ville, en 1994, est un succès populaire, et la comédie de mœurs Pédale douce (qu'il co-scénarise également, aux côtés de Pierre Palmade) est particulièrement bien reçue en 1995, devenant culte. L'acteur est lancé.[réf. nécessaire]
L'année 1996 est marquée par la sortie de plusieurs films dans des genres différents : le drame psychologique Passage à l'acte, de Francis Girod, et la grosse production à costumes Marquise de Véra Belmont, ainsi que l'original La Belle Verte, de Coline Serreau.
En 1997, il partage l'affiche du polar Le Cousin avec Alain Chabat, sous la direction d'Alain Corneau. Mais en 1998, il revient vers la comédie populaire avec la satire Paparazzi d'Alain Berberian, puis retrouve Alain Corneau cette fois pour une grosse comédie d'aventures, Le Prince du Pacifique, qui sort en 2000, et marque ses retrouvailles avec Thierry Lhermitte.
La même année, il dévoile Quasimodo d'El Paris, sa première réalisation. Il tient également le rôle-titre, aux côtés de Richard Berry. Ce dernier lui renvoie la pareille l'année suivante, lui confiant le rôle du prétendant transi de Cécile de France dans sa comédie romantique L'Art (délicat) de la séduction.

### Échecs puis diversification (années 2000)
Le comédien persiste à la réalisation, mais avec moins de succès : que ce soit en 2002 avec la comédie dramatique Quelqu'un de bien dont il partage l'affiche avec José Garcia ; puis en 2004 avec la satire L'Américain, où cette fois il ne joue pas, se contentant de diriger Lorànt Deutsch, Richard Berry et Émilie Dequenne. Il a d'ailleurs reconnu avoir mal vécu l'échec de ce troisième film.
L'acteur commence progressivement à se faire plus rare sur grand écran. Si en 2002, il donne la réplique à Laetitia Casta, alors comédienne montante, dans le drame Rue des plaisirs, réalisé par Patrice Leconte, il se contente ensuite de rôles secondaires dans des projets cinématographiques d'autres révélations télévisuelles : l'expérimental Les Clefs de bagnole, de Laurent Baffie, ou encore les potacheries Les Onze Commandements ou Incontrôlable.
Parallèlement, il tente un retour sur scène : en 2005, il incarne sur scène le personnage de François Pignon, créé par Jacques Brel, dans l'adaptation théâtrale de L'Emmerdeur de Francis Veber, avec Richard Berry. La pièce est un succès.
L'année 2008 est l'occasion d'un retour cinématographique : il est d'abord à l'affiche de L'Emmerdeur, adaptation de la pièce, toujours aux côtés de Richard Berry et sous la direction de Francis Veber. Et évolue aux côtés de Charles Berling dans la comédie dramatique Par suite d'un arrêt de travail..., écrite et réalisée par Frédéric Andréi. Les deux films passent inaperçus.
La même année, il met en scène une adaptation en comédie musicale des Aventures de Rabbi Jacob, qui est donnée au Palais des congrès de Paris. Le spectacle est mal reçu par la critique et boudé par les spectateurs. En revanche, il peut compter sur son retour sur scène avec son One Man Stand-up Show (sous-titré « Le spectacle de l'homme seul debout »), coécrit, comme les précédents, avec les anciens auteurs des Guignols de l'info Bruno Gaccio et Jean-François Halin, qui est un vrai succès[réf. souhaitée].

### Retour au cinéma populaire et confirmation sur scène (années 2010)

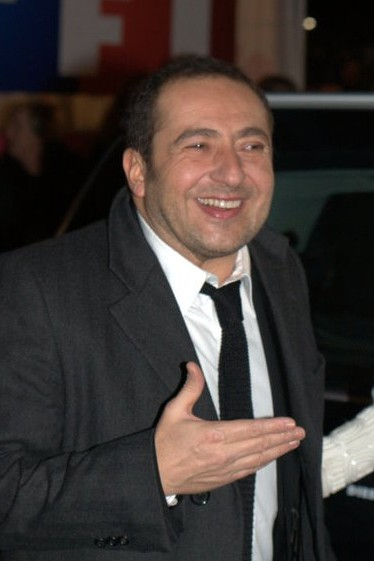
Patrick Timsit aux NRJ Music Awards 2011.

Il faut attendre 2012 pour le revoir au cinéma. Alain Chabat lui confie l'un des rôles principaux de sa quatrième réalisation, la comédie d'aventures Sur la piste du Marsupilami, un joli succès critique et commercial. La même année, il partage l'affiche de la comédie Stars 80 avec Richard Anconina, et réalisée par Frédéric Forestier et Thomas Langmann, les co-responsables d'Astérix aux Jeux Olympiques.
En 2013, il fait partie de la distribution de la comédie Une chanson pour ma mère, écrite et réalisée par Joël Franka, et portée par Dave. Et participe à la comédie romantique Prêt à tout, réalisée par Nicolas Cuche et portée par Max Boublil.
Parallèlement, il évolue dans un registre plus dramatique, mais sur les planches : en 2012, il joue au théâtre Antoine dans Inconnu à cette adresse de Kressmann Taylor, puis dans Les Derniers Jours de Stefan Zweig, de Laurent Seksik. Et en 2013, il reprend la première cette fois au théâtre du Chêne noir, puis au lycée français de San Francisco. En 2014, il change de registre avec Intrigue, Luxe et Vanité de Carlo Goldoni, cette fois au Vingtième Théâtre.
En 2015, il retrouve Boublil au cinéma pour la comédie d'aventures Robin des bois, la véritable histoire, d'Anthony Marciano et participe à la comédie La Dream Team de Thomas Sorriaux, avec Gérard Depardieu, et sortie en mars 2016.
En 2017, il prête ses traits à Bruno Coquatrix dans le biopic Dalida réalisé par Lisa Azuelos, et fait partie de l'aventure Gangsterdam, seconde réalisation de Romain Levy. On le retrouve au théâtre la même année interprétant Le Livre de ma mère d'Albert Cohen au Théâtre de l'Atelier notamment.
Le 4 juin 2019, il annonce mettre un terme à sa carrière de one-man-show après son dernier spectacle prévu à l'Olympia en décembre 2020.

## Théâtre

### Seul en scène
- 1983 : Les Femmes et les Enfants à mort
- 1987 : Patrick Timsit lâche le morceau
- 1991 : Ne me cherchez pas !

- 1992 : Timsit vite !
- 1993 : Patrick Timsit au Palais des glaces !

- 2008 : The One Man Stand-up Show
- 2016 : On ne peut pas rire de tout
- 2022 : Adieu... peut-être, merci c'est sûr !

### Pièces de théâtre
- 2005 : L'Emmerdeur, reprise de la pièce de Francis Veber avec Richard Berry, théâtre de la Porte-Saint-Martin
- 2008 : Les Aventures de Rabbi Jacob, mise en scène, palais des congrès de Paris
- 2012 : Inconnu à cette adresse de Kressmann Taylor, lecture dirigée par Delphine de Malherbe, théâtre Antoine
- 2012 : Les derniers jours de Stefan Zweig de Laurent Seksik, mise en scène Gérard Gelas, théâtre Antoine
- 2013 : Inconnu à cette adresse de Kressmann Taylor, lecture dirigée par Delphine de Malherbe, théâtre du Chêne noir (Festival d'Avignon), tournée, théâtre Antoine, lycée français de San Francisco
- 2014 : Intrigue, Luxe et Vanité de Carlo Goldoni, mise en scène Adriano Sinivia, Vingtième Théâtre
- 2017 : Le Livre de ma mère d'après le roman autobiographique d'Albert Cohen, mise en scène Dominique Pitoiset, tournée et théâtre de l'Atelier[7]
- 2024 : La Famille de Samuel Benchetrit, mise en scène de l'auteur, théâtre Edouard VII

## Filmographie

### Acteur

#### Cinéma
- 1986 : Paulette, la pauvre petite milliardaire de Claude Confortès : le fou
- 1988 : Sans peur et sans reproche de Gérard Jugnot : le roi Charles VIII
- 1989 : Vanille Fraise de Gérard Oury : Norbert
- 1991 : Une époque formidable… de Gérard Jugnot : le borgne
- 1991 : Le Bal des casse-pieds d'Yves Robert : le normal
- 1991 : Loulou Graffiti de Christian Lejalé : Bernard
- 1991 : Mayrig d'Henri Verneuil
- 1992 : Une journée chez ma mère de Dominique Cheminal : le flic no 2
- 1992 : À la vitesse d'un cheval au galop de Fabien Onteniente : le trouble-fête
- 1992 : La Crise de Coline Serreau : Michou
- 1994 : Elles n'oublient jamais de Christopher Frank : Serge Darrès
- 1994 : Un Indien dans la ville d'Hervé Palud : Richard Montignac
- 1996 : Pédale douce de Gabriel Aghion : Adrien
- 1996 : Passage à l'acte de Francis Girod : Edouard Berg
- 1996 : Marquise de Véra Belmont : Gros René
- 1996 : La Belle Verte de Coline Serreau : le présentateur TV
- 1997 : Le Cousin d'Alain Corneau : Nounours
- 1998 : Paparazzi d'Alain Berberian : Franck
- 2000 : Le Prince du Pacifique d'Alain Corneau : Barnabé
- 2000 : Quasimodo d'El Paris de Patrick Timsit : Quasimodo
- 2001 : L'Art (délicat) de la séduction de Richard Berry : Étienne
- 2002 : Rue des plaisirs de Patrice Leconte : Petit Louis
- 2002 : Quelqu'un de bien de Patrick Timsit : Pierre Venturi
- 2003 : Les Clefs de bagnole de Laurent Baffie : lui-même
- 2004 : Les Onze Commandements, de François Desagnat : Toto
- 2005 : Un fil à la patte de Michel Deville : Bouzin
- 2006 : Incontrôlable de Raffy Shart : David
- 2008 : Par suite d'un arrêt de travail... de Frédéric Andréi : Marc Roux
- 2008 : L'Emmerdeur de Francis Veber : François Pignon
- 2012 : Sur la piste du Marsupilami d'Alain Chabat : Caporal
- 2012 : Stars 80 de Frédéric Forestier : Antoine
- 2013 : Une chanson pour ma mère de Joël Franka : Jean
- 2013 : Prêt à tout de Nicolas Cuche : Demougin
- 2015 : Robin des bois, la véritable histoire d'Anthony Marciano : Alfred
- 2016 : La Dream Team de Thomas Sorriaux : Président Borie
- 2017 : Dalida de Lisa Azuelos : Bruno Coquatrix
- 2017 : Gangsterdam de Romain Levy : le père de Ruben
- 2017 : Marie-Francine de Valérie Lemercier : Miguel
- 2017 : Stars 80, la suite de Thomas Langmann : Antoine
- 2017 : Santa et Cie d'Alain Chabat : l'oncle d'Amélie
- 2019 : J'irai où tu iras de Géraldine Nakache : Léon
- 2020 : Poly de Nicolas Vanier : Brancalou
- 2021 : Le Dernier Mercenaire de David Charhon : Commandant Jouard
- 2021 : Alors on danse de Michèle Laroque : Roberto
- 2022 : Frère et Sœur d'Arnaud Desplechin : Zwy
- 2023 : Sexygénaires de Robin Sykes : Denis
- 2024 : Tombés du camion de Philippe Pollet-Villard : Stan
- 2025 : Aimons-nous vivants de Jean-Pierre Améris
- Prochainement : Permis de détruire d'Éric Fraticelli

#### Télévision
- 1990 : Imogène, épisode Notre Imogène de Sylvain Madigan
- 1990 : Deux flics à Belleville de Sylvain Madigan : Simon
- 2005 : Désiré Landru de Pierre Boutron : Landru
- 2010 : Le Grand Restaurant, divertissement de Gérard Pullicino : Nono
- 2012 : L'Innocent de Pierre Boutron : Théau Grangier
- 2014 : Taxi Brooklyn : David (saison 1 épisode 8)
- 2016 : Baisers cachés de Didier Bivel : Stéphane
- 2019 : Tout contre elle de Gabriel Le Bomin : Henri Dewallon
- 2021 : Intraitable de Marion Laine : Pierre Dubois
- 2021 : Rebecca, mini-série de Didier Le Pêcheur : Pierre Collange
- 2023 : Capitaine Marleau, épisode Grand Hôtel de Josée Dayan : Simon Cappa
- 2023 : L'Incroyable Embouteillage de David Charhon : Aldo
- 2025 : Les Disparues de la gare de Virginie Sauveur : Félix Sabueso
- 2026 : Le Rouge et le Noir de Gaël Morel : Monsieur de Rênal

#### Publicité
- Années 1980 : Ikea

#### Clip
- On peut le voir dans le clip vidéo de la chanson de Marc Lavoine, Les Tournesols

#### Doublage

##### Film
- 1994 : Le Monstre : Loris (Roberto Benigni)

##### Animation
- 1997 : Hercule : Philoctète
- 2001 : Atlantide, l'empire perdu : Gaëtan '' la taupe '' Molière
- 2004 : Gang de requins : Lenny
- 2006 : Azur et Asmar : Crapou
- 2008 : Chasseurs de dragons : Gwizdo
- 2015 : Puffin Rock (en) : le narrateur

##### Jeu vidéo
- 1997 : Hercule : Philoctète

### Scénariste
Il a coécrit les films qu'il a réalisés. Il a en outre participé à d'autres scénarios.
- 1989 : Aller à Dieppe sans voir la mer (court métrage) de Nicolas Errèra (coscénariste avec ce dernier)
- 1996 : Pédale douce de Gabriel Aghion (coscénariste avec ce dernier et codialoguiste avec Pierre Palmade)
- 1998 : Paparazzi d'Alain Berberian (coscénariste avec ce dernier ainsi que Danièle Thompson, Simon Michaël, Vincent Lindon et Jean-François Halin)
- 2012 : L'Innocent (téléfilm) de Pierre Boutron (coscénariste avec ce dernier et Tonino Benacquista)

### Réalisateur
- 1999 : Quasimodo d'El Paris
- 2002 : Quelqu'un de bien
- 2003 : L'Américain
- 2003 : La Faucheuse (court métrage) - coréalisation avec Vincenzo Marano

## Discographie
- 1987 : Lâchez les chiens (parolier : Patrick Timsit - interprète : Catherine Pelletier)
- 1988 : Manie ma nana

## Radio
- Janvier-février 2005 : Radio Timsit sur Europe 2, avec Alexandre Pesle, Jean-François Halin et Muriel Barrel

## Distinctions

### Nominations
- César 1993 : César du meilleur acteur dans un second rôle pour La Crise
- César 1997 : César du meilleur acteur et César du meilleur scénario original ou adaptation pour Pédale douce
- César 1998 : César du meilleur acteur pour Le Cousin

### Décorations
- Officier de l'ordre national du Mérite
- Officier de l'ordre des Arts et des Lettres